# Kieźliny
Kieźliny (dawniej niem. Köslinen, Kieslinen) – wieś warmińska w Polsce położona w województwie warmińsko-mazurskim, w powiecie olsztyńskim, w gminie Dywity nad rzeką Wadąg. Kieźliny graniczą bezpośrednio z północnym obszarem miejskim Olsztyna. W latach 1975–1998 miejscowość administracyjnie należała do województwa olsztyńskiego.
Wieś warmińska, położona na północ od Olsztyna.

## Historia
Wieś lokowana na prawie chełmińskim na 30 włókach (w tym 8 włók wolnych) w 1348 r. przez  kapitułę warmińską (zapisywano także: Koselern, Coseler). Granicą lokowanej wsi było jezioro Wadąg, młyn Wadąg, majątek Mateusza (wieś Dągi) oraz miasto Olsztyn (w tym czasie miasto Olsztyn dopiero powstawało i nie miało jeszcze nazwy). Sołtys otrzymał 8 włók i był zobowiązany do „służby konnej” (wystawienie rycerza na koniu w czasie wojny). Zgodnie ze zwyczajem i sołtys miał prawo do tzw. małych sądów, otrzymywał trzecią część z sądów większych, połowę czynszu od karczmy oraz prawo połowu ryb na własne potrzeby w Jeziorze Dywickim. Wolniznę dla chłopów czynszowych wyznaczono na 15 lat a czynsz w wysokości pół marki i dwóch kur. Zasadźcą był sołtys Fryderyk (wg innych źródeł zasadźcą był Mathias lub Frederico). Od jego imienia wsi nadano nazwę Frederichsdorf, ale ostatecznie przyjęła się nazwa Koseler. Zasadźca otrzymał 15 lat wolnych od czynszu oraz zobowiązany został do jednej służby zbrojnej konno. W 1406 r. wsi nadano dodatkowe 4 włóki lasu wiejskiego na prawie chełmińskim. W 1461 r. wieś została zniszczona przez Krzyżaków, którymi dowodził komtur elbląski Henryk von Plauen. Po tych zniszczeniach pola długo leżały odłogiem. Dopiero w 1552 r. (lub w 1532 r.) kapituła warmińska nadała 8 włók sołtysowi Henrykowi Tregerowi z obowiązkiem zasiedlenia wsi nowymi kolonistami i obowiązkiem jednej służby zbrojne na koniu a dotychczasowe prawo chełmińskie zmieniono na magdeburskie. W dokumencie z 1564 r. występują obie nazwy, w formie zapisu: Köseler alias Frederichsdorf. Później funkcjonowała także nazwa Kieslienen oraz Korlyny. Pierwotna nazwa wsi prawdopodobnie na polskie pochodzenie – od słowa koźlarz, lub niemieckie określenie mieszkańca śląskiego Koźla (Cosel). Być może zasadźca lub osadnicy pochodzili ze Śląska.
W 1656 r. wieś obejmowała 18 włók (a więc niewiele więcej niż połowa z pierwszej lokacji). W tym czasie w Kieźlinach był sołtys i pięciu chłopów czynszowych (lokalnie na Warmii zwanych gburami), pięć włok nie było obsadzonych.
Po przejęciu Warmii przez Prusy, wieś przeszła w ręce prywatne. W końcu XVIII w. w Kieźlinach było 14 domów. Na początku XIX wieku we wsi mieszkało 450 osób (wyłącznie rolnicy) a prawie wszyscy mieszkańcy posługiwali się gwara warmińską (język polski). W latach 1887–91 w Kieźlinach działała biblioteczka Towarzystwa Czytelni Ludowych a bibliotekarzem był niejaki Kasza. Kolektorami w byli: Wronowski, Bachr, Stankiewicz. Działał także Związek Polaków w Niemczech, do którego należeli m.in. Franciszka Langwald i Andrzej Langwald. W 1911 na 68 dzieci we wsi, 67 mówiło po polsku.
W 1993 w Kieźlinach mieszkało 679 osób.

## Kościół
Neogotycki kościół parafialny pw. św. Rozalii (patronka dotkniętych zarazą) wybudowany został jako kaplica w podziękowaniu za ocalenie mieszkańców wsi w czasie epidemii w 1906 r. i poświęcony przez ks. Józefa Teschnera. W 1942 w kościele urzędował już ksiądz na stałe. Parafię erygowano 19 kwietnia 1981 r. (bp Józef Glemp).

## Ludzie związani z Kieźlinami
- Jakub Jagałła (1863–1934), syn Jakuba i Józefy z Palmowskich (urodził się w Kieźlinach) generalny przełożony Zgromadzenia Księży Zmartwychwstańców. Ukończył gimnazjum w Lubawie, studiował we Lwowie, święcenia kapłańskie otrzymał w Rzymie w 1892 r. Kilkakrotnie odwiedzał Warmię i utrzymywał kontakt z Gazetą Olsztyńską. Wspierał materialnie ucząca się młodzież warmińska. Zbierał fundusze wśród Polonii amerykańskiej na rzecz plebiscytu z 1920 roku.
- Paweł Sowa (1897–1984), publicysta, pedagog, działacz oświatowy i narodowy, aktywny uczestnik plebiscytu z 1920 r. Był współorganizatorem Związku Towarzystw Młodzieży w Prusach Wschodnich. W 1926 r. został zmuszony do opuszczenia Warmii (znajdowała się w granicach Niemiec).
- Robert Listwan, malarz[6], ur. w 1974 r. w Olsztynie, absolwent Akademii Sztuk Pięknych w Gdańsku[7], mieszka i tworzy w Kieźlinach.